# برنوو
برنوو (به فرانسوی: Bronvaux) یک کمون در فرانسه است که در Canton of Marange-Silvange واقع شده‌است.

## خصوصیات
برنوو ۱٫۵۷ کیلومترمربع مساحت و ۵۳۵ نفر جمعیت دارد و ۳۰۰ متر بالاتر از سطح دریا واقع شده‌است.